# هانك ميلز
هانك ميلز (بالإنجليزية: Hank Mills)‏ هو كاتب أغاني وملحن أمريكي، ولد في 9 أبريل 1936، وتوفي في 11 نوفمبر 2005.

## وصلات خارجية
- هانك ميلز على موقع ميوزك برينز (الإنجليزية)